# Stipa editorum
Stipa editorum är en gräsart som beskrevs av Eugène Pierre Nicolas Fournier. Stipa editorum ingår i släktet fjädergrässläktet, och familjen gräs. Inga underarter finns listade i Catalogue of Life.